# Dana Air Flight 992
Dana Air Flight 992 var en planlagt kommerciel passagerflyvning fra Abuja til Lagos, Nigeria som styrtede ned i en møbelfabrik- og en trykpressebygning nær Iju i Lagos, tæt på Murtala Mohammed International Airport den 3. juni 2012. Styrtet dræbte 155 personer ombord, og yderligere 6 omkomne på jorden er blevet bekræftet. Det, er blevet rapporteret at var forsaget af en motorfejl

## Styrtet
Styrtet fandt sted efter at besætningen havde rapporteret om en nødsituation, 11 sømil (20 km.) fra lufthavnen, mens nogle vidner samtidig havde rapporteret om motorproblemer fra flyet. Flyet styrtede derefter ned i et overfyldt kvarter, hvor det tilsyneladende landede på halen og startede en stor brand.
Styrtet skabte efterfølgende kaos, avisen The Sun rapporterede at mere end 500.000 lokale fra Lagos, forsøgte at nærme sig stedet. Store menneskemængder forsøgte at medbringe, vandslanger til stedet, mens militæret forsøgte at holde tilskuerne væk. Tilskuerne kastede derefter, sten mod soldaterne som gengæld. I flere timer var vand til brandslukningen en mangelvare, på grund af byens mangel på brandbiler. Civile forsøgte derfor at bekæmpe branden, ved at danne, en lang kæde for at bringe vand til stedet. Brandbilerne var blevet beslaglagt, til lokale byggeprojekter og havde efterfølgende svært ved at nå frem pga. bydelens smalle veje.

## Flyet
Flyet var en tomotoret MD-83 registreret i Nigeria som 5N-RAM. Flyet var tidligere ejet af Alaska Airlines (N944AS), som de købte i 1990 og solgt til Dana Air i 2009.

## Reaktioner
Nigerias præsident Goodluck Jonathan erklærede tre dages landesorg. Han bemærkede at ulykken "desværre kastede nationen ind i yderligere sorg på en dag, hvor nigerianere allerede var i sorg over tabet af mange uskyldige ofre i kirkebombningen i delstaten Bauchi". Præsidenten lovede også, at "al mulig indsats" vil blive gjort for at højne nationens luftfartssikkerhed.
Dana Air etablerede en 24-timers hotline hvor pårørende kunne ringe, og tilføjede en tekst til deres hjemmeside hvor der stod "Vores tanker og bønner går til de efterladte, samt involverede i Dana Air-ulykken. Må deres afdøde sjæle hvile i fred".

## Ofre
- Alhaji Ibrahim Damcida, Understatssekretær for Industriministeriet[10][11]

| Nationalitet              | Passagerer | Besætning | Total |
| ------------------------- | ---------- | --------- | ----- |
| Cameroun                  | 1          | 0         | 1     |
| Canada                    | 1          | 0         | 1     |
| Kina                      | 6          | 0         | 6     |
| Tyskland                  | 1          | 0         | 1     |
| Indien                    | 0          | 1         | 1     |
| Indonesien                | 0          | 1         | 1     |
| Japan                     | 1          | 0         | 1     |
| Libanon                   | 2          | 0         | 2     |
| Nigeria                   | 134        | 4         | 138   |
| Sverige                   | 0          | 1         | 1     |
| USA                       | 1          | 1         | 2     |
| Total (10 nationaliteter) | 147        | 8         | 155   |

## Efterforskning
Adgangen til ulykkesstedet var i starten begrænset, på grund af ild samt menneskemængden, og senere kom der kraftig blæst og regn. Redningsfolk gav også udtryk for bekymring over, en beskadiget tre-etagers beboelsesejendom som kunne falde sammen på nedstyrtningsstedet.
Flyets sorte boks, blev senere genvundet og overdraget til Nigeria's havarikommission. Fordi flyet var fremstillet i USA, ville amerikanske National Transportation Safety Board, havde observatørstatus i undersøgelsen.